# René Ledent
René Ledent (ur. 8 listopada 1907, zm. ?) – belgijski piłkarz, reprezentant kraju, grający na pozycji napastnika.

## Kariera piłkarska
Ledent całą swoją piłkarską karierę, przypadającą na lata 1926–1936 występował w zespole Standard Liège.
Zadebiutował w reprezentacji Belgii 8 stycznia 1928 meczem z reprezentacją Austrii, zakończonym porażką 1:2. 
W 1934 roku został powołany na Mistrzostwa Świata. Turniej spędził na ławce rezerwowych. Swój ostatni mecz w reprezentacji zagrał 29 kwietnia 1934. Był to mecz eliminacyjny do włoskiego mundialu, w którym Belgia przegrała 2:4 z Holandią. Łącznie w latach 1928–1934 Ledent zagrał w 3 spotkaniach popularnych Czerwonych Diabłów.
| Mecze i gole w reprezentacji | Mecze i gole w reprezentacji | Mecze i gole w reprezentacji | Mecze i gole w reprezentacji | Mecze i gole w reprezentacji | Mecze i gole w reprezentacji | Mecze i gole w reprezentacji |
| #                            | Data                         | Miasto                       | Przeciwnik                   | Gol                          | Wynik                        | Rozgrywki                    |
| ---------------------------- | ---------------------------- | ---------------------------- | ---------------------------- | ---------------------------- | ---------------------------- | ---------------------------- |
| 1.                           | 08.01.1928                   | Bruksela                     | Austria                      |                              | 1:2                          | towarzyski                   |
| 2.                           | 29.03.1931                   | Amsterdam                    | Holandia                     |                              | 2:3                          | towarzyski                   |
| 3.                           | 29.04.1934                   | Deurne                       | Holandia                     |                              | 2:4                          | El. MŚ 1934                  |